# Nachal-Siedlung

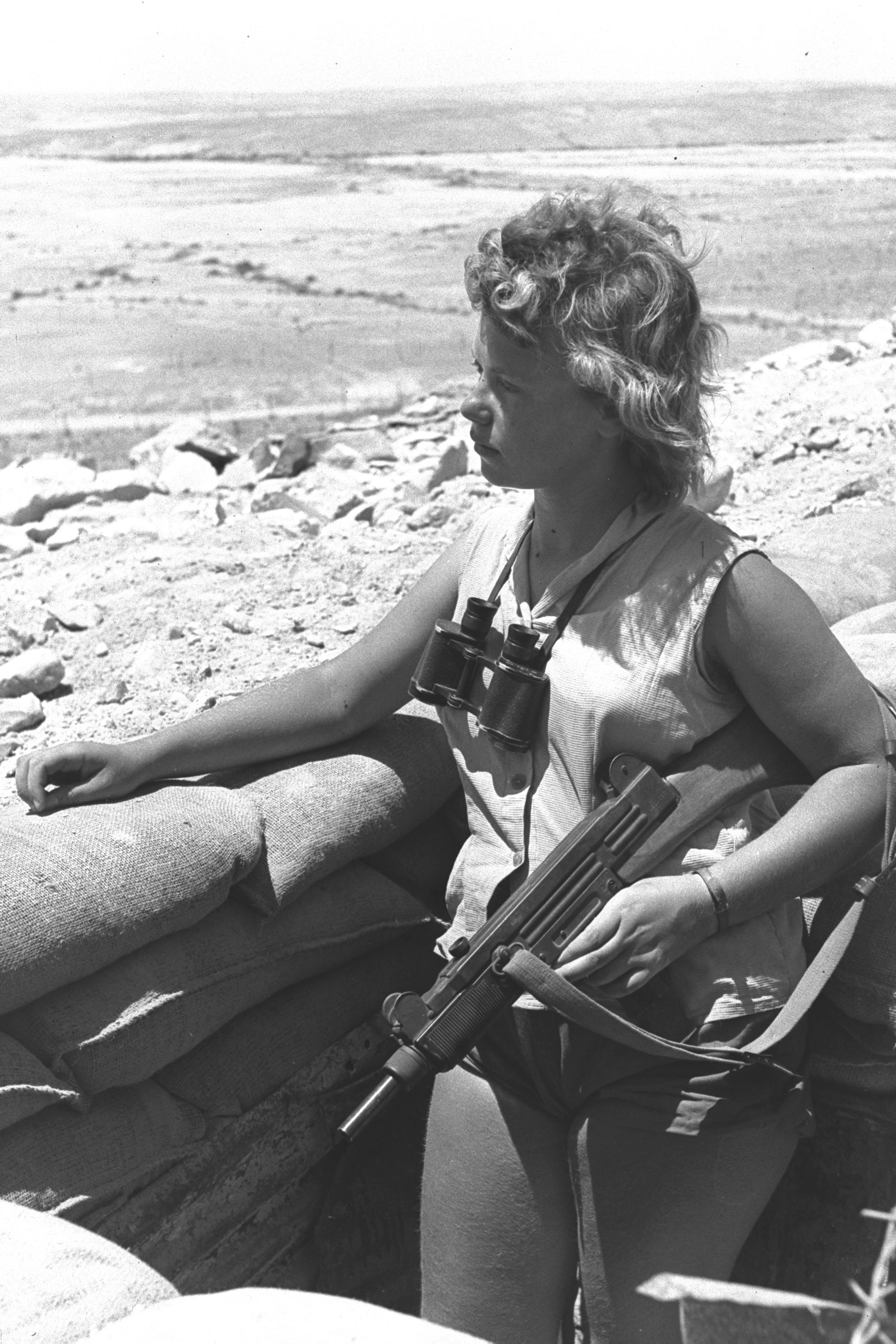
Shelach in der Negev-Wüste Anno 1956

Nachal-Siedlung Ein Radian (40 km nördl. von Eilat) Anno 1952

Nachal-Siedlungen (hebräisch הֵאָחְזוּת נָחָ״ל Heʾachsūt NaChaL, letzteres Wort ist ein Akronym) waren Siedlungen, die von Truppen der Nachal in Israel und in israelisch besetzten Gebieten gegründet wurden. Das Hauptaugenmerk der Nachal-Brigade lag auf der Unterstützung von Wachstum und Expansion jüdischer Niederlassungen in ganz Israel. Das Ziel jeder Nachal-Siedlung war es, in eine zivile Siedlung überzugehen.
Diese Methode des Siedlungsbaus war besonders erfolgreich in eher unwirtlichen Gebieten wie dem Negev, in Galiläa, der Senke ʿArava sowie nach dem Sechstagekrieg auch im Westjordanland, dem Gazastreifen, den Golanhöhen und der Sinai-Halbinsel.
Die erste Nachal-Siedlung war Nachal Oz im nordwestlichen Negev, nahe der Grenze zum Gazastreifen. Unter den Kibbutzim, die erst seit dem Start von Nachal-Siedlungen gegründet wurden, während 80 % der Kibbutzim älter sind, waren viele zunächst Nachal-Siedlungen, von denen ein Großteil mittlerweile zu 100 % zivil ausgerichtet sind. Die letzte Nachal-Siedlung wurde 2001 geschlossen.